# Phyllopteryx
Phyllopteryx, también conocido como dragón de mar común, es un género de peces marinos de la familia Syngnathidae . Se distribuyen por las aguas de la mitad sur de Australia.

## Especies
Se reconocen las dos siguientes:
- Phyllopteryx dewysea
- Phyllopteryx taeniolatus